# Łapiguz (Strupice)
Łapiguz – część wsi Strupice w Polsce, położona w województwie świętokrzyskim, w powiecie ostrowieckim, w gminie Waśniów.
W latach 1975—1998 Łapiguz administracyjnie należał do województwa kieleckiego.